# Myrsine falcata
Espèce
Myrsine falcata est une espèce de plantes à fleurs de la famille des Primulaceae. C'est un arbuste endémique en Polynésie française.